# Mutters
Mutters – gmina w Austrii, w kraju związkowym Tyrol, w powiecie Innsbruck-Land. Według Austriackiego Urzędu Statystycznego liczyła 2067 mieszkańców (1 stycznia 2015).